# خشخاش آبی بوتان
خشخاش آبی بوتان (انگلیسی: Meconopsis gakyidiana) گونه‌ای از کوکنار هیمالیا در بوتان شرقی، غربی آروناچال پرادش هند و جنوب ژیزانگ چین است. این گل ملی بوتان (کشور) است.